# Anderson Freire
Anderson Ricardo Freire (Cachoeiro de Itapemirim, 22 de junho de 1981) é um cantor e compositor brasileiro, conhecido como intérprete de música cristã contemporânea para uma série de artistas. É Membro da Igreja Metodista Wesleyana. Fez parte da banda Vocal Asafe e da banda Giom, e saiu para ingressar em carreira solo.
Lançou o primeiro disco da carreira solo no início de 2011. Identidade deu força à sua figura como artista, cuja notoriedade se estendeu com Raridade (2013). Sua discografia ainda abrange projetos ao vivo e os discos de estúdio Anderson Freire e Amigos (2014), Deus não Te Rejeita (2016), que lhe rendeu uma vitória no Grammy Latino, Contagem Regressiva (2018) e o EP Seguir Teu Coração (2021), indicado e vencedor do Grammy Latino.
Em poucos anos, Anderson Freire tornou-se um hitmaker no meio religioso, sendo autor de músicas notórias gravadas por vários artistas, como Aline Barros, Davi Sacer, Bruna Karla, PG, Fernanda Brum, Damares, entre outros músicos. Em 2015, foi o segundo compositor brasileiro que mais lucrou com direitos autorais através de execuções nas rádios.

## Discografia
Álbuns de estúdio
- 2011: Identidade
- 2013: Raridade
- 2014: Anderson Freire e Amigos
- 2016: Deus não Te Rejeita
- 2018: Contagem Regressiva

EPs
- 2017: Live Session
- 2019: Contagem Regressiva - Live Session
- 2020: Alma
- 2021: Seguir Teu Coração
- 2022: Nada Se Compara

Álbuns Ao Vivo
- 2014: Essência
- 2025: Equilíbrio (EP)

### Álbuns com o Vocal Asafe / Banda Giom
- 1998: Vocal Asafe
- 2001: Tempo de mudar
- 2003: Ao vivo
- 2005: Nome lindo
- 2008: Futuro
- 2010: Coroa de Justiça

## Prêmios e indicações

### Grammy Latino
| Ano  | Categoria                                 | Indicado                 | Resultado |
| ---- | ----------------------------------------- | ------------------------ | --------- |
| 2013 | Melhor Álbum Cristão de Língua Portuguesa | Raridade                 | Indicado  |
| 2013 | Composição Clássica Contemporânea         | "A Igreja Vem"           | Indicado  |
| 2014 | Melhor Álbum Cristão de Língua Portuguesa | Anderson Freire e Amigos | Indicado  |
| 2015 | Melhor Álbum Cristão de Língua Portuguesa | Anderson Freire Ao Vivo  | Indicado  |
| 2016 | Melhor Álbum Cristão de Língua Portuguesa | Deus não Te Rejeita      | Venceu    |
| 2018 | Melhor Álbum Cristão de Língua Portuguesa | Contagem Regressiva      | Indicado  |
| 2021 | Melhor Álbum Cristão de Língua Portuguesa | Seguir Teu Coração       | Venceu    |

### Troféu Imprensa
| Ano  | Categoria     | Indicado  | Resultado |
| ---- | ------------- | --------- | --------- |
| 2016 | Melhor Cantor | Ele mesmo | Indicado  |

### Troféu Promessas
| Ano  | Categoria     | Indicado  | Resultado |
| ---- | ------------- | --------- | --------- |
| 2013 | Melhor Cantor | Ele mesmo | Venceu    |